# TD Bank, N.A.

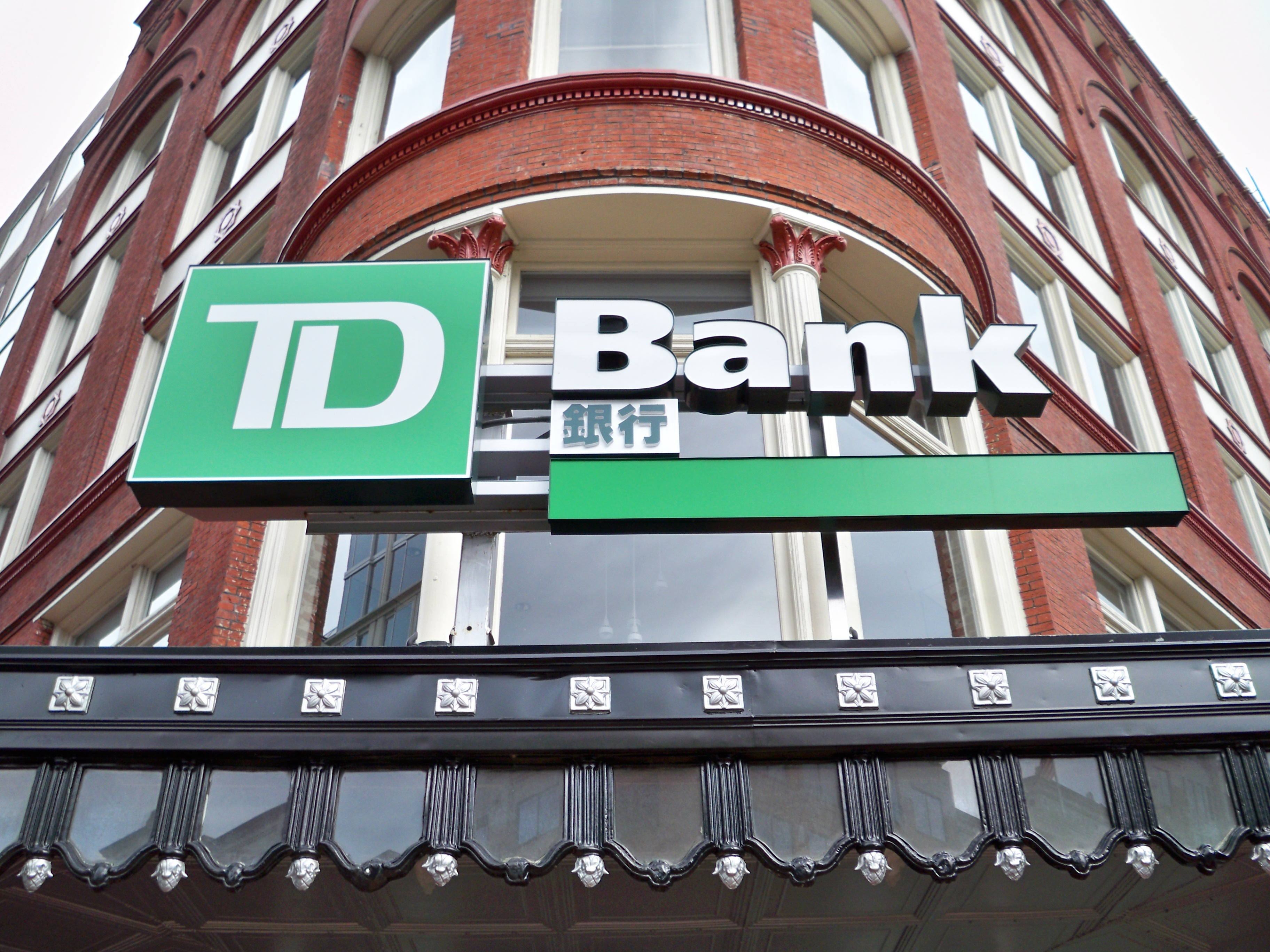
TD Rama de banco en Chinatown, Washington D. C.

TD Banco, N.Un., es un banco nacional americano y filial del multinacional Toronto-Dominion Bank. Opera principalmente a través de la Costa Del este, en quince estados de EE. UU. y Washington D. C. TD Bank es el séptimo-banco de EE. UU. más grandes por depósitos y el 11.º banco más grande en los Estados Unidos por activos totales, resultando de muchas fusiones y adquisiciones. TD Bank N.A. esta dirigido en Cherry Hill, New Jersey.

## Historia
Es un sucesor del Portland Savings Bank, el cual más tarde devino en Banknorth después de una serie de fusiones con varios otros Bancos de Nueva Inglaterra. Toronto-Dominion Bank entonces se convirtió en dueño de mayoría en 2004 y lo rebautizó "TD Banknorth, N.A." al añadir el banco canadiense las "TD" iniciales populares. El 31 de mayo de 2008, Toronto-Dominion BanK adquirió Commerce Bank, y lo fusionó él con TD Banknorth para formar TD Bank, N.A..
En 2010, TD Banco N.A. adquirió el South Financial Group y sus 172 sucursales a través de las Carolinas y Florida. South Financial era la compañía de padre de Carolina First, con ubicaciones de sucursales en Carolina del norte y Carolina del Sur y Mercantile Bank, con ubicaciones de sucursales en Florida, por sobre $191 millones. Las sucursales de South Financial  fueron convertidas al nombre TD Bank.
En 2013, TD Bank, N.A. centralizo su sede central en Cherry Hill, New Jersey, EE. UU.
En febrero de 2016, la división de tarjetas del consumidor del banco adquirió la unidad e tarjetas de crédito de Nordstrom por $2.2 mil millones.  La adquisición añadió Nordstrom a al portfolio de tarjetas privadas de etiqueta blanca que incluye que incluye Target, NordicTrack, y Tourneau.

## Acciones judiciales y controversias públicas

### Penas financieras
La compañía ha obtenida penas mayores a $197 millones desde el año 2000 por violaciones a la privacidad del consumidor, bancarias, protección de inversor y salariales.

## Patrocinios
En 2005, TD Banknorth anunció la adquisición de los derechos de nombrar lo que es actualmente el TD Garden, casa del Boston Celtics y Boston Bruins.
Cuándo TD Bank compró Commerce Bancorp en 2009, la compañía se convirtió en patrocinador de título  del TD Bank Ballpark, casa del Somerset Patriots.
El 22 de agosto de 2019, TD anunció su sociedad con The Shed, centro de artes en el lado oeste de Manhattan, como patrocinador principal del programa "Llamada Abierta" para comisionar artistas

## Véase también

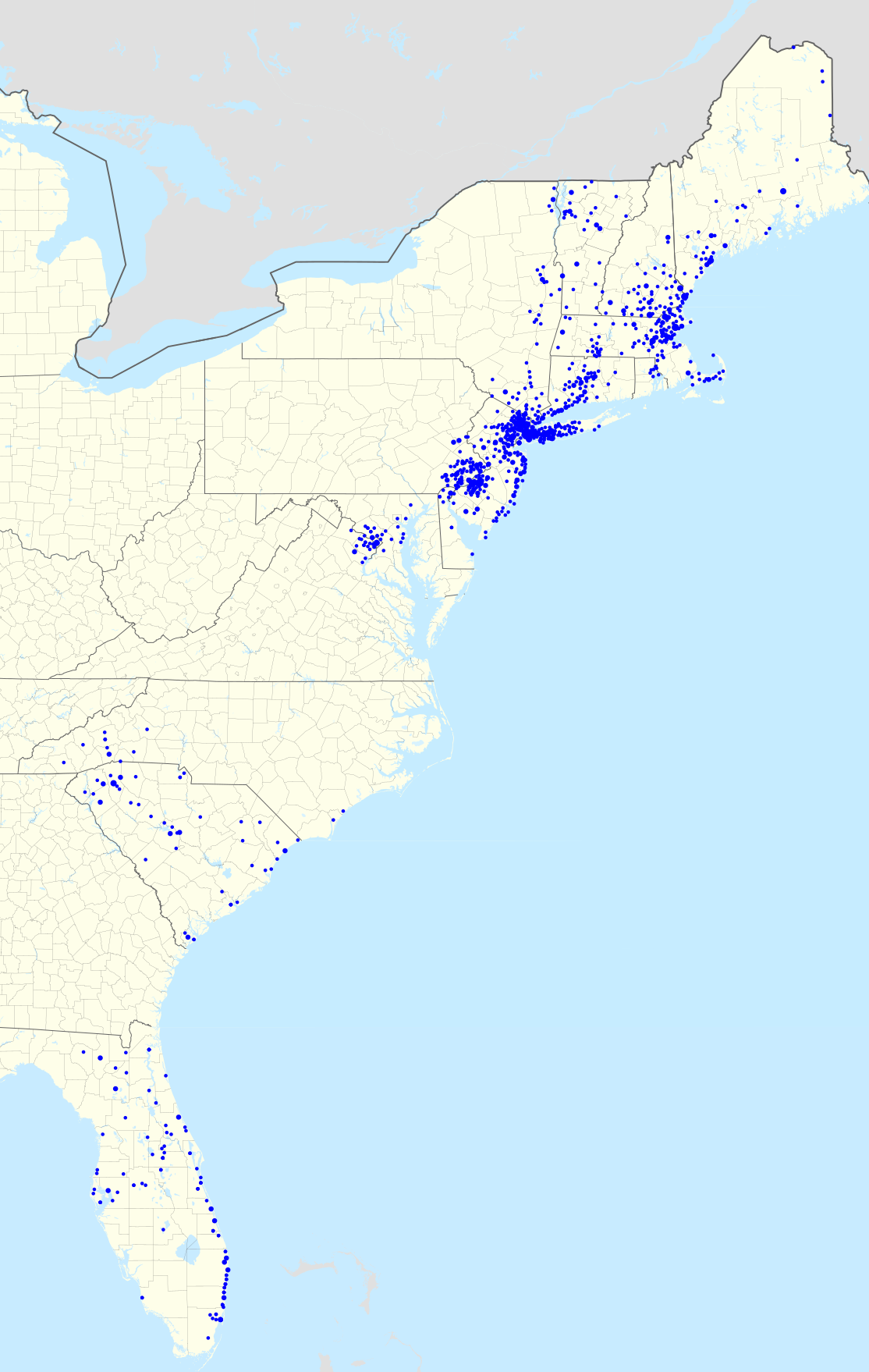
Footprint de TD Bank después de la fusión con South Financial